# Архипов, Сергей Сергеевич (предприниматель)
Сергей Сергеевич Архипов (род. 7 мая 1962, Москва) — российский журналист и предприниматель, один из основателей радиостанции «Русское радио» и её главный редактор (1995—2001).

## Биография
Учился в Институте стран Азии и Африки при МГУ, закончил в 1984 году, получив специальность филолог-востоковед, журналист-международник.
В 1991—1993 годах являлся генеральным продюсером «Радио Рокс».
В 1995 году выступил одним из основателей радиостанции «Русское радио», заняв должность главного редактора.
С 2001 года был президентом «Русской медиагруппы», созданной на базе «Русского радио» и управлявшей также станциями «Хит FM», DFM, «Монте-Карло», Maximum и другими. В 2007 году продал 19 % «Русской медиагруппы» другим акционерам компании за 50 миллионов долларов.
В 2007 году был назначен заместителем гендиректора и директором дирекции радиовещания ВГТРК, управлявшей станциями «Радио России», «Маяк», «Вести FM», «Радио России. Культура» и «ЮFM».
В 2014 году Архипов покинул должность заместителя генерального директора ВГТРК, чтобы заняться бизнесом за границей, но в 2015 году вернулся в Россию.

## Награды
- Медаль ордена «За заслуги перед Отечеством» II степени (1999)[1].